# En Curim
En Curim (hebr. עין צורים; ang. Ein Tzurim; pol. Źródło Skał) – kibuc położony w Samorządzie Regionu Szafir, w Dystrykcie Południowym, w Izraelu.

## Położenie
Leży w południowej części Szefeli, w odległości 4 kilometrów na zachód od miasta Kirjat Malachi, w otoczeniu wioski Merkaz Szappira, moszawów Szafir, Zerachja i Komemijjut, oraz kibucu Negba. Członek Ruchu Kibuców (Ha-Tenu’a ha-Kibbucit).

## Historia

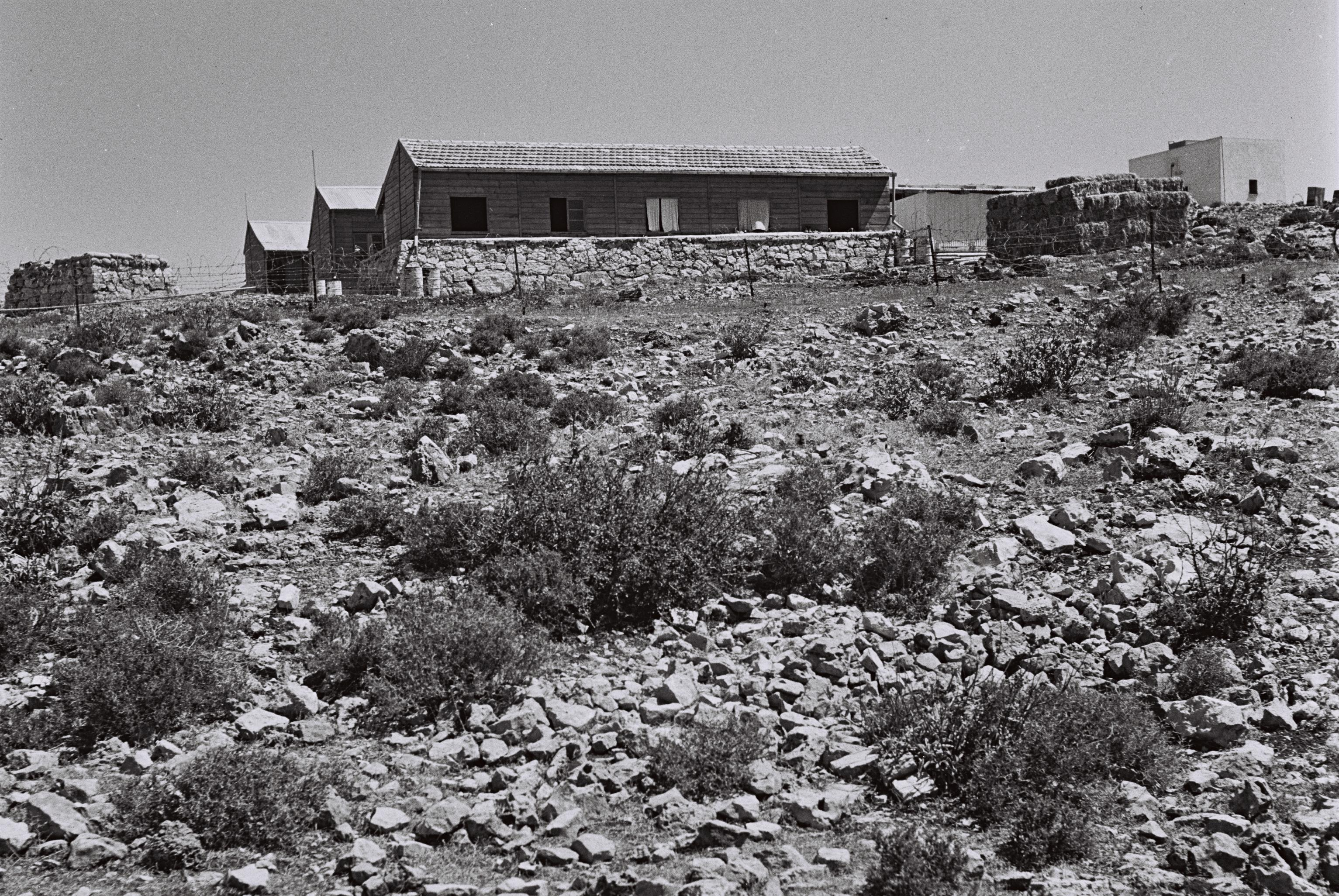
Kibuc En Curim w 1947 r.

Pierwotnie kibuc En Curim został założony w 23 października 1946 roku w grupie żydowskich osiedli Gusz Ecjon w górach Judzkich, pomiędzy Jerozolimą a Hebronem. Założycielami byli członkowie młodzieżowego religijnego ruchu syjonistycznego Bnei Akiva, którzy wcześniej mieszkali w kibucu Tirat Cewi. Podczas I wojny izraelsko-arabskiej w 1948 roku jordański Legion Arabski zdobył i zniszczył kibuc En Curim. Jordańscy żołnierze dopuścili się masakry na jego mieszkańcach, a ocalonych wzięto do niewoli. Jako jeńcy wojenni przebywali przez dziewięć miesięcy w Jordanii. Gdy w 1949 roku jeńcy zostali uwolnieni, powrócili oni do Izraela i założyli nową osadę w pobliżu istniejącego moszawu Szafir.
W 2005 roku, po ewakuacji żydowskich osiedli ze Strefy Gazy zbudowano tutaj kemping z licznymi domkami kempingowymi, w których tymczasowo zamieszkali ewakuowani osadnicy. Teren kempingu jest pozostawiony jako obszar do ewakuacji ludności w przypadku klęski żywiołowej lub wojny.

## Edukacja
W kibucu znajdują się dwie uczelnie religijne: Jakov Herzog Center for Judaism Studies oraz Jeshivat Hakibuts HaDati.

## Gospodarka
Gospodarka kibucu opiera się na intensywnym rolnictwie (jęczmień, pszenica, karczochy), sadownictwie (persymony, cytryny), hodowli drobiu i bydła. Dodatkowym źródłem dochodu jest turystyka, dla której potrzeb wybudowano tutaj niewielki hotel oraz basen kąpielowy. Z przemysłu znajduje się tutaj zakład produkujący klimatyzatory.

## Komunikacja
Z kibucu wychodzi lokalna droga, którą jadąc na południe dojeżdża się do skrzyżowania z drogą ekspresową nr 3. Inne lokalne drogi prowadzą do położonej na zachodzie wioski Merkaz Szappira i na wschodzie moszawu Szafir.